# Hôpital Lariboisière
Hôpital Lariboisière je veřejná fakultní nemocnice v Paříži.
Instituce je součástí Assistance publique – Hôpitaux de Paris a slouží jako výuková nemocnice Université Paris Cité.
Byla založena v roce 1854.